# مورا ستانتون
مورا ستانتون (بالإنجليزية: Maura Stanton)‏ هي كاتِبة وشاعرة أمريكية، ولدت في 9 سبتمبر 1946.